# Dukatsommerfugl
Dukatsommerfugl (Lycaena virgaureae) er en sommerfugl i blåfuglefamilien. Den er udbredt i store dele af Norden, Mellem- og Østeuropa samt mod øst til Mongoliet. I Danmark findes den i blomsterrige skovlysninger i store dele af landet, dog ikke på Fyn.

## Udseende
Hannen er karakteristisk rødgylden på oversiden. Den kan have små, sorte midtpletter, så den kan ligne den store ildfugl. Hunnen har flere pletter på oversiden. Begge køn kan med sikkerhed kendes på, at bagvingeundersidens yderste sorte pletter er ledsaget af snehvide felter. Begge køn har et vingefang på 28-34 millimeter.
- Lycaena virgaureae ♂
- Lycaena virgaureae ♂  △

## Livscyklus
Sommerfuglen flyver i en enkelt generation med lang flyvetid fra juni til september. Larven overvintrer inde i ægget og klækker om foråret i april. Efter et par måneders vækst, forpupper den sig og kommer frem som den voksne sommerfugl efter 2-3 uger.

## Foderplanter
Dukatsommerfuglens foderplanter er almindelig syre og rødknæ.